# Effectenbeurs

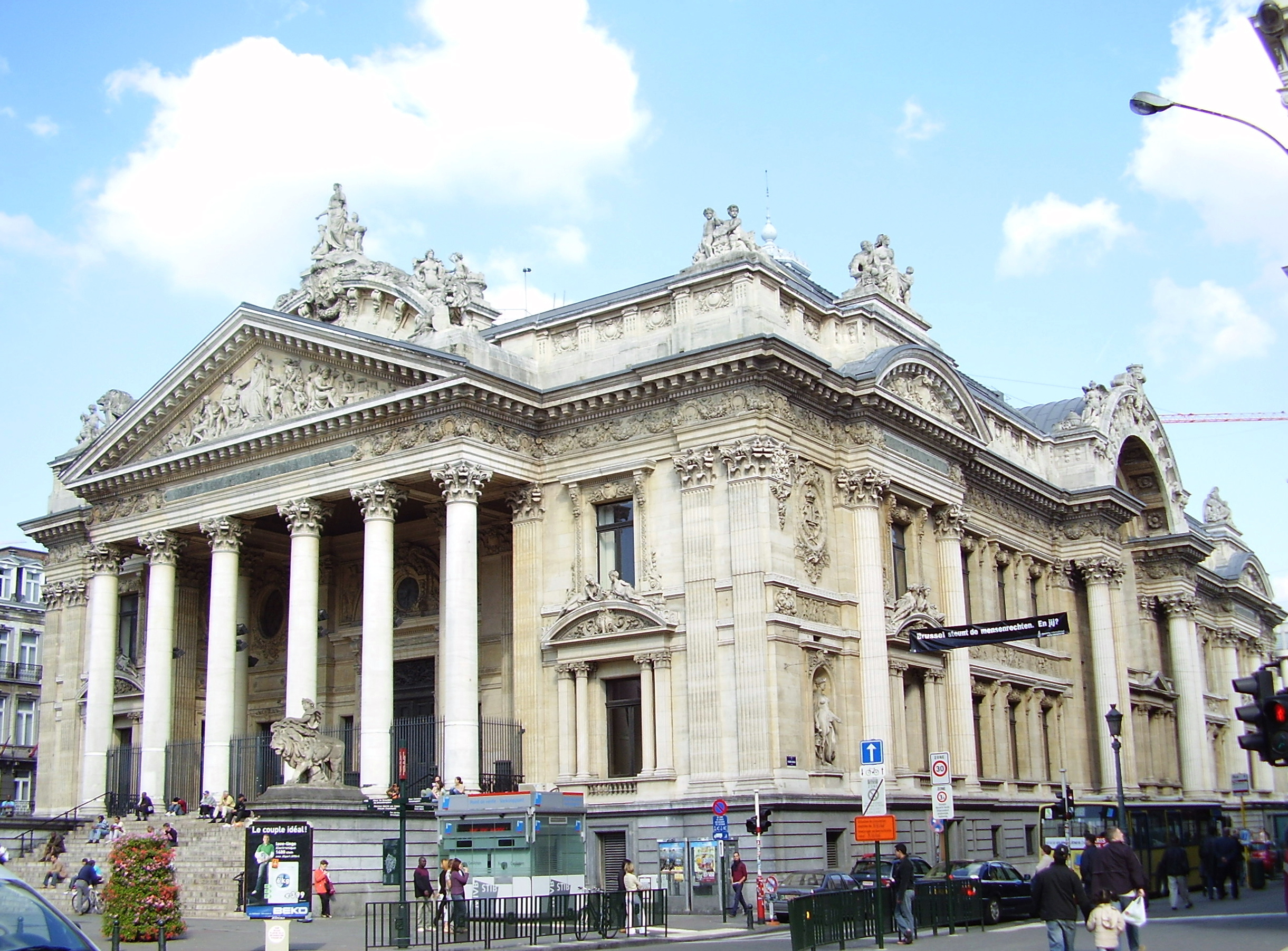
Beurs van Brussel aan het Beursplein (Euronext)

Een effectenbeurs of een gereglementeerde markt is een organisatie die het mogelijk maakt om effecten zoals aandelen en obligaties te verhandelen.

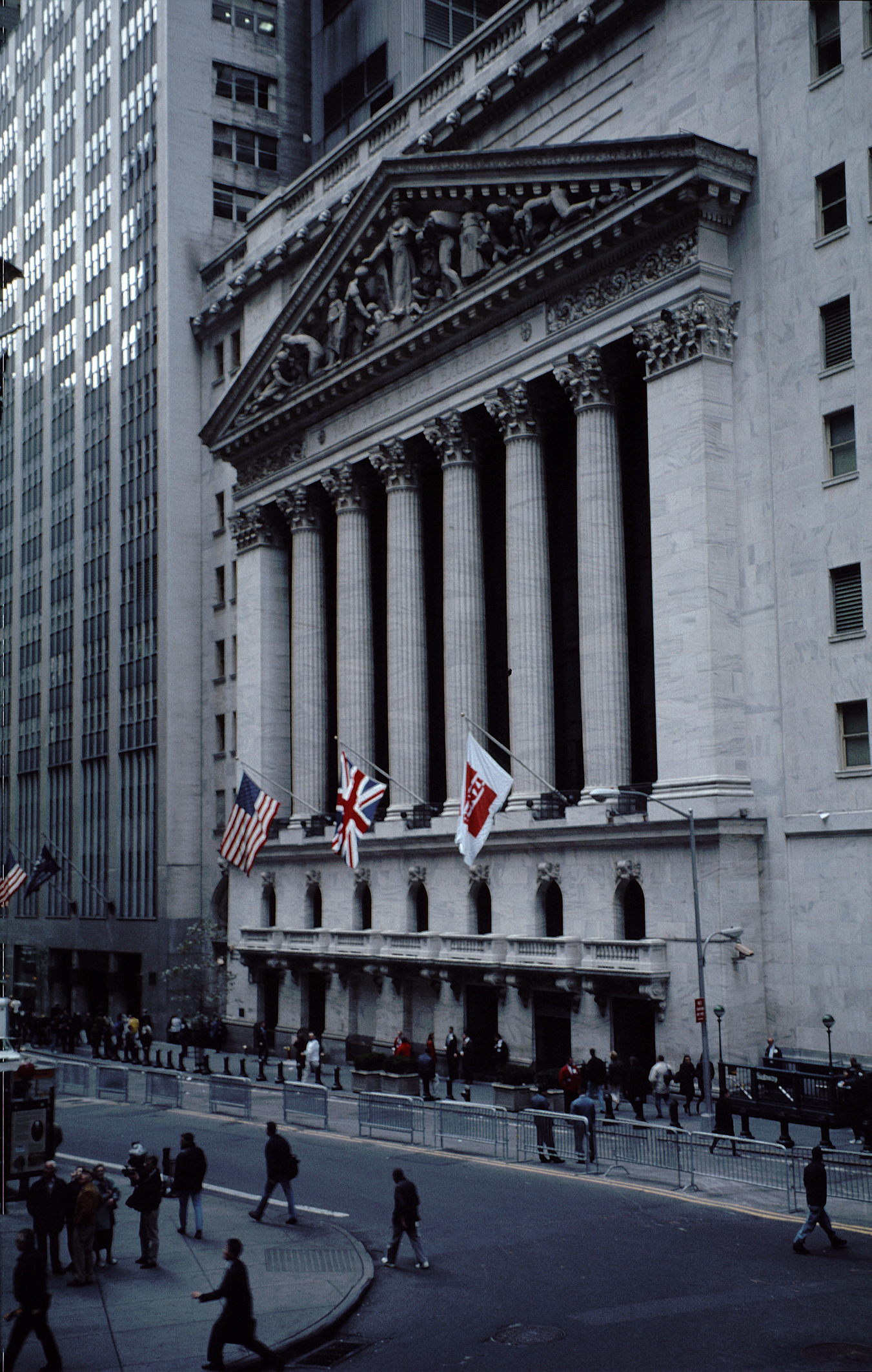
Wall Street

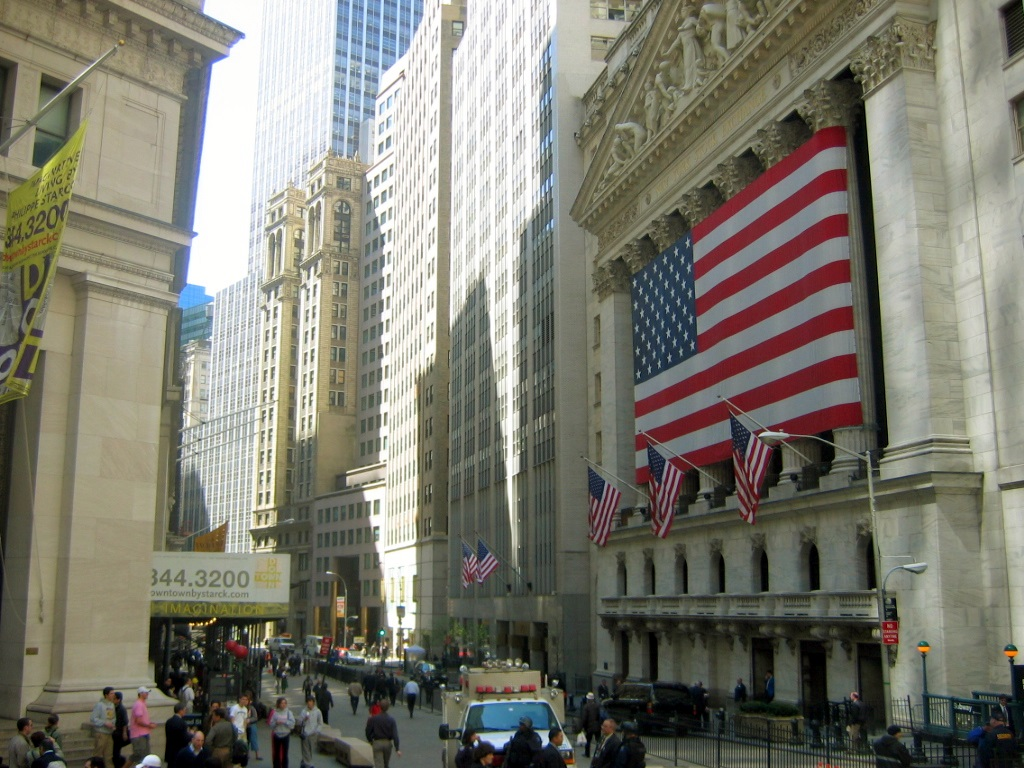
De effectenbeurs op Wall Street

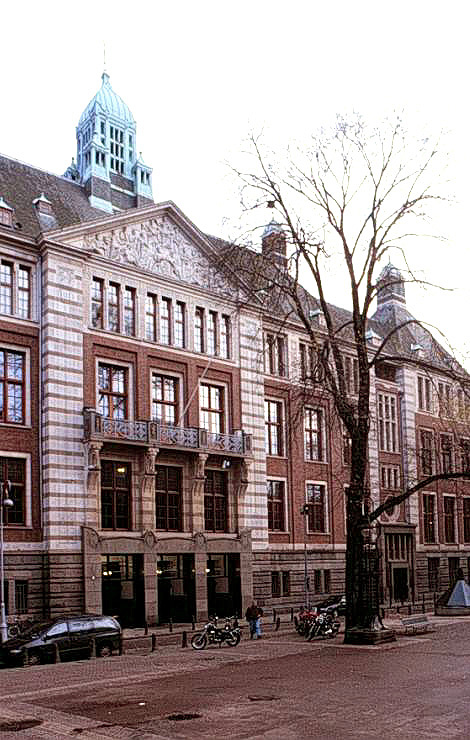
De Amsterdamse effectenbeurs aan het Beursplein 5 (Euronext)

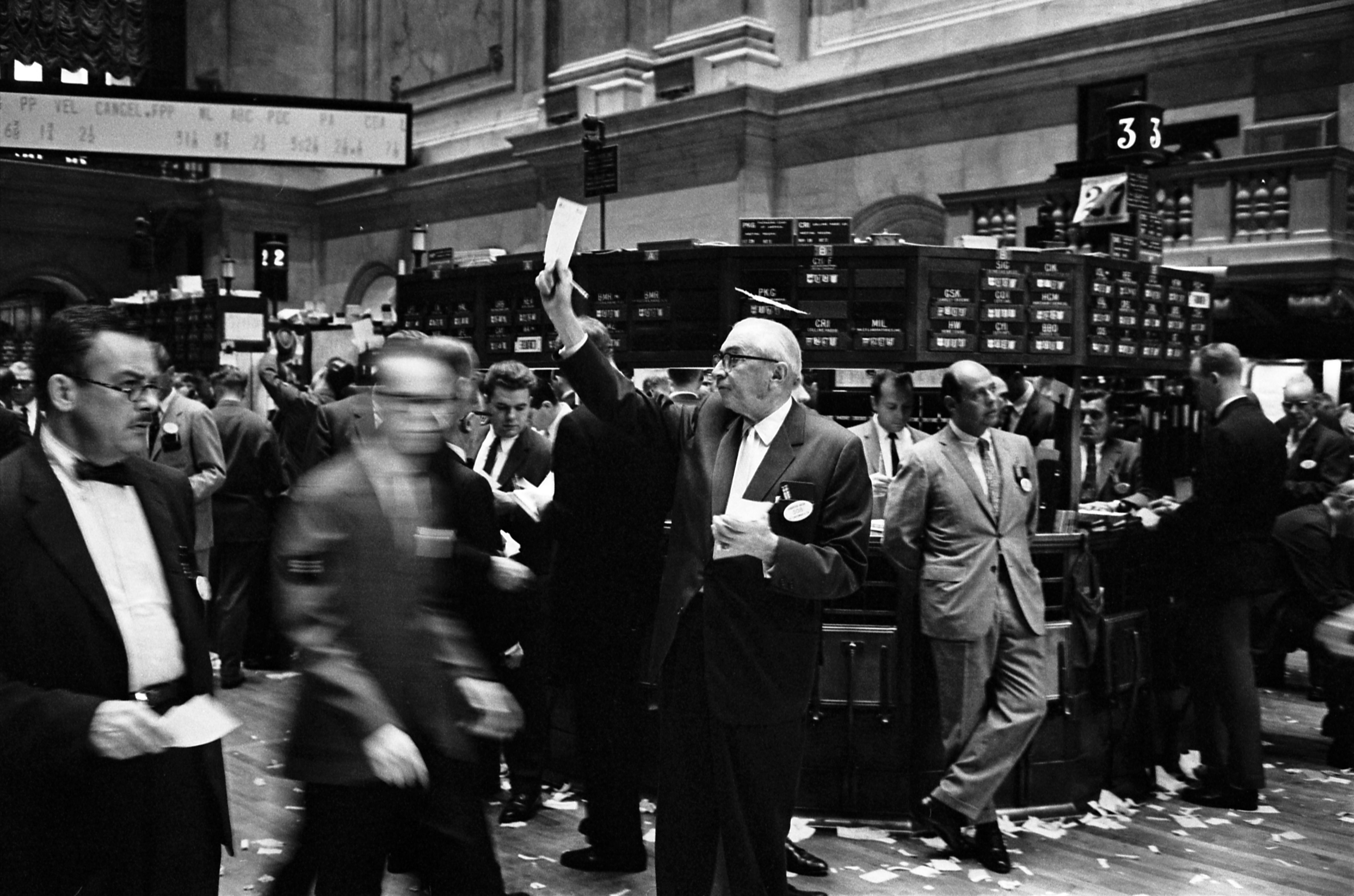
Vloerhandel in New York midden twintigste eeuw

Kopers en verkopers kunnen via de handelsfaciliteit die de effectenbeurs biedt hun waardepapieren aan elkaar aanbieden. Daarnaast maakt het de uitgifte van nieuwe effecten mogelijk en regelt het de uitkering van bijvoorbeeld dividend. De handel in effecten is alleen mogelijk als deze genoteerd staan aan een bepaalde beurs. Vroeger betekende dit dat de handel in effecten gebonden was aan een fysieke locatie, tegenwoordig worden in de westerse wereld de meeste effecten via elektronische netwerken verhandeld en vindt de handel niet langer plaats op een specifieke locatie.

## Geschiedenis
Handel in leningen en ingewikkeldere constructies zoals termijncontracten vond al in de oudheid plaats. Het ontstaan van een centrale plek om structurele handel plaats te laten vinden heeft veel langer op zich laten wachten. In de elfde eeuw ontstonden er in Frankrijk zogenaamde courtiers de change die zich bezighielden met het toezicht houden op en reguleren van agrarische leningen, in opdracht van geldschieters. Deze lieden handelden ook in de schulden, en zouden daarom de eerste brokers genoemd kunnen worden.
Twee eeuwen later, in de dertiende eeuw, vond vergelijkbare handel plaats in de Vlaamse stad Brugge. Handelaren kwamen bij elkaar in een huis dat ofwel eigendom was van ene Van der Buerse ofwel een beurs aan de gevel had hangen. Men suggereert dat de naam beurs hiervan afgeleid is. In 1309 werden de bijeenkomsten geïnstitutionaliseerd en werd het bekend als de Beurs van Brugge. Het concept zou zich snel verspreid hebben in de lage landen en vergelijkbare handelskantoren werden geopend in Gent en Amsterdam. Er werd hier voornamelijk gehandeld in goederen.
Omstreeks dezelfde tijd begonnen Venetiaanse banken te handelen in een voorloper van staatsobligaties. In 1351 verbood de stad Venetië zelfs het verspreiden van onheuse berichten die de koersen zouden beïnvloeden. De schulden van de steden werden later ook verhandeld in Pisa, Verona, Genua en Florence.
De eerste beursgebouwen werden geopend in de zestiende eeuw: Antwerpen was de eerste (in 1531) en Londen volgende in 1571 met de Royal Exchange, geopend door Koningin Elizabeth I. In deze beurzen vond voornamelijk goederenhandel plaats, maar er werd ook schuldpapier, zoals leningen en obligaties, verhandeld.
In Amsterdam kwamen daar voor het eerst ook aandelen en aandelenderivaten bij. Het ging hierbij om aandelen in de Vereenigde Oostindische Compagnie (VOC, opgericht in 1602) en, vanaf 1621, ook in de West-Indische Compagnie (WIC). De VOC was niet de eerste onderneming in de geschiedenis die aandelen uitgaf, maar de VOC-aandelen waren wel de eerste waar een levendige handel in ontstond. Dit kwam door het duurzame karakter van de onderneming. De VOC heeft tot 1798 bestaan en daarom waren aandeelhouders genoodzaakt hun aandelen op de secundaire markt te verhandelen als zij hun investering wilden liquideren. De aandelenhandel in Amsterdam vond deels plaats in de Koopmansbeurs die in 1611 geopend werd. Daarnaast werd er veel op de Dam en in herbergen op de Kalverstraat gehandeld. Moderne aandelenbeurzen vinden dus hun oorsprong in Amsterdam. In Londen ontwikkelde zich vanaf het einde van de zeventiende eeuw ook een actieve aandelenmarkt. De markt groeide daar snel: rond 1700 werden er rond de 140 ondernemingen publiek verhandeld.
Aan het begin van de negentiende eeuw ontstonden de huidige effectenbeurzen zoals die nu bekend zijn. De London Stock Exchange werd opgericht in 1801 en na 25 jaar handelen onder een boom werd de New York Stock Exchange uiteindelijk officieel opgericht in 1817.

## Handelsmethodiek
In de tijd zonder snelle computers zijn alle effectenbeurzen begonnen met een handelssysteem van open outcry. Kopers en verkopers vonden elkaar op de beursvloer en maakten met woord en gebaar duidelijk wat ze wilden verhandelen en op welke prijs. Brokers kwamen met orders van klanten, en hoekmannen onderhielden de markt in bepaalde effecten in ruil voor marktinformatie of commissie. Daarnaast zorgden loopjongens (of runners) en medewerkers van de transactieafwikkeling en de beurs (order book officials) voor grote drukte op de handelsvloer. De matige snelheid, de beperkte betrouwbaarheid en de relatief hoge kosten van deze manier van handelen heeft ervoor gezorgd dat in de meeste westerse effectenbeurzen de open outcry vervangen is door handel via computerschermen. In Amsterdam is de fysieke handel in aandelen in 2000 vervangen door elektronische handel, de handel in opties verschoof twee jaar later van de drukke vloer met kleurige jasjes naar de beeldschermen.
Anno 2008 is de beurs van New York Stock Exchange een van de weinige overgebleven moderne beurzen die in de aandelenhandel nog een open-outcrysysteem handhaven met een hybride systeem dat schermhandel met vloerhandel probeert te combineren. De handel in derivaten zoals opties en futures vindt vaker plaats met een systeem van open outcry. Op Chicago Board of Trade, de London Metal Exchange en de Minneapolis Grain Exchange vindt bijvoorbeeld nog handel plaats via de vloer. Bij de open-outcryhandel op de vloer worden handsignalen en een grote dosis aan kort jargon gebruikt om te handelen. De plek waar de handel plaatsvindt, heet de pit, een achthoekig amfitheaterachtige opzet waar veel handelaren elkaar kunnen zien en horen.

## Elektronische netwerken
Ondernemingen hebben met behulp van elektronische netwerken (Electronic Communication Networks of ECN's) nieuwe effectenbeurzen opgericht. Via deze handelsnetwerken kan er buiten de traditionele effectenbeurzen gehandeld worden. Vooral in de Verenigde Staten heeft dit een grote invloed gehad sinds deze handel toegestaan is sinds 1998. Ook in Europa ontstaan steeds meer effectenbeurzen naast de traditionele instellingen. Chi-X is hier een voorbeeld van. Zeven grote banken beginnen samen een andere nieuwe beurs, genaamd Turquoise. Het maakt niet langer uit op welke beurs de aandelen verhandeld worden, alleen de aanwezigheid van handelsvolume en de transactiekosten zijn van belang. Om deze bedreigingen het hoofd te bieden vinden er fusies plaats tussen traditionele beurzen en nieuwe ECN's. Een andere manier om grote blokken aandelen anoniem te verhandelen zijn dark pools, die sinds 2007 in opkomst zijn.

## Fusies en overnames van effectenbeurzen
Verschillende beurzen zijn rondom de eeuwwisseling begonnen met het zoeken van toenadering tot elkaar. De reden is dat beleggers lagere kosten eisen en eenvoudiger toegang willen tot wereldwijde effectenhandel. Omwille van efficiëntie is de gedachte, dat het goed zou zijn als er enkele grote mondiale beurzen overblijven. Op 22 september 2000 fuseerden de beurzen van Parijs, Amsterdam en Brussel tot Euronext. Later voegden ook de beurs van Portugal zich bij de Euronext en werd in 2001 de Londense derivatenbeurs Liffe overgenomen. In april 2007 werd Euronext overgenomen door de Amerikaanse beurs de New York Stock Exchange en werd de grootste beurs ter wereld gevormd. Deze werd overgenomen de Amerikaanse grondstoffen- en energiebeurs Intercontinental Exchange (ICE). Na de overname zijn de beurzen op het Europese vasteland verzelfstandigd en zijn verder gegaan onder de oude naam Euronext. In de tussentijd probeerde de Deutsche Börse tevergeefs de London Stock Exchange over te nemen.

## Toekomst van effectenbeurzen
Met de invoering van de nieuwe Europese beleggingsrichtlijn MiFID in 2007 krijgen beleggers meer keuzevrijheid bij de uitvoering van hun effectenorders. MiFID oftewel de Markets in Financial Instruments Directive heeft dit veranderd. MiFID bevordert eerlijke handel en concurrentie tussen beurzen en streeft naar betere bescherming van beleggers. Binck Bank heeft met de oprichting van The Order Machine een stap in die richting gezet.